# Brian Stock (historien)
Pour le footballeur, voir Brian Stock (footballeur).
Brian Stock, né le 8 juin 1939 à Spokane (État de Washington), est un historien américain. Spécialiste de l’histoire et des modes de perception entre le monde antique et le XVIe siècle, il a enseigné l'histoire et la littérature comparée à l’université de Toronto (Canada) jusqu’en 2008.

## Biographie
Diplômé du Harvard College et de Trinity College (Cambridge), Brian Stock a dispensé son enseignement dans de nombreuses universités au Canada, aux États-Unis et en Europe : université de Cambridge, université de Toronto, université de Californie de Berkeley, où il a donné les Sather Classical Lectures en 2001 ; ainsi qu'au Collège de France, où il a occupé la chaire internationale, ou encore à l’École des hautes études en sciences sociales de Paris. 
Il a été, avec Charles Halpern (en), l'un des organisateurs du Centre for Contemplative Mind, et il présidé durant deux ans le comité de l'American Council of Learned Societies for the Contemplative Practice Fellowships.
Ses recherches portent principalement sur l’apprentissage de la lecture et de l’écriture, les pratiques de lecture et les relations entre lecture, vie intérieure de l'esprit et méditation laïque et religieuse à l'époque classique et au Moyen Âge.
Ses derniers ouvrages importants sont Bibliothèques intérieures (2005), Ethics through Literature (2007) et Augustine's inner dialogue: the philosophical soliloquy in Late Antiquity (2010).
En 2007, Brian Stock a reçu le prestigieux prix Feltrinelli international de l'Accademia dei Lincei (Rome).

## Honneurs et distinctions
- 1962 : Arnold Prize de l’université Harvard
- 1962-1963 : Fiske Fellowship, Trinity College, Cambridge
- 1963-1965 : Commonwealth Fellowship
- 1966-1967 : Senior Rouse Ball Fellowship, Trinity College, Cambridge
- 1969-1970 : Fellow, American Council of Learned Societies
- 1973-1974 : Senior Killam Fellow, Canada Council
- 1981-1985 : Fellow, Connaught Foundation
- 1985 : University Professor, University of California, Santa Barbara
- 1987 : Conférencier, Collège de France
- 1990 : Distinguished Scholar, University of Virginia
- 1990 : Distinguished Professor of Medieval Studies, University of California, Berkeley
- 1990 : William H. Morton Fellow, Dartmouth College
- 1993-… : Academic Advisory Board, Wissenschahskolleg zu Berlin
- 1996 : Fellow, Bellagio Study Center, Rockefeller Foundation
- 1997-1998 : Chaire internationale du Collège de France
- 2007 : prix Feltrinelli international de l'Accademia dei Lincei, Rome

## Publications
En anglais
- Myth and Science in the twelfth Century: a Study of Bernard Silvester, Princeton university press, 1972
- The Implications of Literacy: written Language and Models of Interpretation in the eleventh and twelfth Centuries, Princeton university press, 1983
- Listening for the Text: on the Uses of the Past, Baltimore et Londres, Johns Hopkins university press, 1990
- Augustine the Reader: Meditation, Self-Knowledge, and the Ethics of Interpretation, Cambridge et Londres, Harvard University Press, 1996
- Ethics through literature: ascetic and aesthetic reading in western culture, Hanover, University press of New England, 2007
- Augustine's inner dialogue: the philosophical soliloquy in Late Antiquity, Cambridge university press, 2010

En français
- La connaissance de soi au Moyen Âge et la littérature autobiographique, leçon inaugurale faite le vendredi 9 janvier 1998, Paris, Conférences au Collège de France, 1998
- Bibliothèques intérieures, trad. de Philippe Blanc et Christophe Carraud, préface de Christophe Carraud, Grenoble, Jérôme Millon, 2005
- Lire, une ascèse ? Lecture ascétique et lecture esthétique dans la culture occidentale : Menahem Stern Jerusalem lectures, 2005, trad. de Christophe Carraud, Grenoble, Jérôme Millon, 2008

### Autres projets
- Brian Stock sur Commons